# USS Eisele (DE-34)
USS Eisele (DE-34) là một tàu hộ tống khu trục lớp Evarts được Hải quân Hoa Kỳ chế tạo trong Chiến tranh Thế giới thứ hai. Nó là chiếc tàu chiến duy nhất của Hải quân Mỹ được đặt theo tên thủy thủ George Raymond Eisele (1923-1943), người phục vụ trên tàu tuần dương hạng nặng San Francisco (CA-38), đã tử trận ngày 12 tháng 11, 1942 trong trận Hải chiến Guadalcanal, và được truy tặng Huân chương Chữ thập Hải quân. Nó đã phục vụ cho đến khi chiến tranh kết thúc, xuất biên chế vào ngày 16 tháng 11, 1945 và xóa đăng bạ vào ngày 28 tháng 11, 1945. Con tàu bị bán để tháo dỡ vào ngày 29 tháng 1, 1948. Eisele được tặng thưởng hai Ngôi sao Chiến trận do thành tích phục vụ trong Thế Chiến II.

## Thiết kế và chế tạo
Những chiếc thuộc lớp tàu khu trục Evarts có chiều dài chung 289 ft 5 in (88,21 m), mạn tàu rộng 35 ft 1 in (10,69 m) và độ sâu mớn nước khi đầy tải là 8 ft 3 in (2,51 m). Chúng có trọng lượng choán nước tiêu chuẩn 1.140 tấn Anh (1.160 t); và lên đến 1.430 tấn Anh (1.450 t) khi đầy tải. Hệ thống động lực bao gồm bốn động cơ diesel General Motors Kiểu 16-278A nối với bốn máy phát điện để vận hành hai trục chân vịt; công suất 6.000 hp (4.500 kW) cho phép đạt được tốc độ tối đa 21 kn (24 mph; 39 km/h), và có dự trữ hành trình 4.150 nmi (4.780 mi; 7.690 km) khi di chuyển ở vận tốc đường trường 12 kn (14 mph; 22 km/h).
Vũ khí trang bị bao gồm ba pháo 3 in (76 mm)/50 cal trên tháp pháo nòng đơn có thể đối hạm hoặc phòng không, một khẩu đội 1,1 inch/75 caliber bốn nòng và chín pháo phòng không Oerlikon 20 mm. Vũ khí chống ngầm bao gồm một dàn súng cối chống tàu ngầm Hedgehog Mk. 10 (có 24 nòng và mang theo 144 quả đạn); hai đường ray Mk. 9 và tám máy phóng K3 Mk. 6 để thả mìn sâu.
Eisele được đặt lườn như là chiếc BDE-34 tại Xưởng hải quân Mare Island, ở Vallejo, California vào ngày 23 tháng 1, 1943. Nó được hạ thủy vào ngày 29 tháng 6, 1943; được đỡ đầu bởi bà George A. Eisele, mẹ thủy thủ Eisele, và nhập biên chế cùng Hải quân Hoa Kỳ vào ngày 18 tháng 10, 1943 dưới quyền chỉ huy của Hạm trưởng, Thiếu tá Hải quân E. C. Long.

## Lịch sử hoạt động
Eisele khởi hành từ San Francisco vào ngày 11 tháng 12, 1943, và sau khi ghé qua Trân Châu Cảng và Funafuti thuộc quần đảo Ellice đã đi đến khu vực quần đảo Gilbert vào ngày 5 tháng 1, 1944. Nó đã tuần tra ngoài khơi đảo san hô vòng Tarawa và hộ tống các đoàn tàu vận tải đi lại giữa quần đảo Gilbert và quần đảo Marshall trước khi quay trở về Trân Châu Cảng vào ngày 19 tháng 5. Nó lên đường đi Eniwetok vào tháng 6, rồi hộ tống các tàu vận tải đi đến Guam để hỗ trợ cho cuộc đổ bộ vào ngày 27 tháng 7. Nó tiếp tục phục vụ cho chiến dịch chiếm đóng quần đảo Mariana qua các hoạt động tuần tra, hộ tống vận tải và tìm kiếm-giải cứu.
Quay trở về Trân Châu Cảng vào ngày 28 tháng 8, 1944, Eisele phục vụ cho hoạt động huấn luyện tàu ngầm cho đến tháng 10, khi nó lên đường đi Eniwetok. Tại đây nó hộ tống cho các đoàn tàu chở dầu vượt qua các đảo còn lại của quần đảo Caroline, còn do Nhật Bản chiếm đóng, để đến Palau và sau đó đến Philippines. Đến tháng 3, 1945, nó đi đến Ulithi, điểm tập trung lực lượng cho chiến dịch chiếm Okinawa, rồi lên đường vào ngày 21 tháng 3 trong thành phần bảo vệ cho các tàu sân bay hộ tống tham gia Trận Okinawa. Ngoại trừ một chuyến hộ tống vận tải đến Saipan, nó tiếp tục hoạt động cùng các tàu sân bay hộ tống ngoài khơi để chống trả các cuộc tấn công tự sát Kamikaze.
Eisele quay trở về nhà vào ngày 17 tháng 6, 1945. Con tàu được cho xuất biên chế tại Seattle, Washington vào ngày 16 tháng 11, 1945; rồi bị bán để tháo dỡ vào ngày 29 tháng 1, 1948.

## Phần thưởng[3]
|  | Bronze star · Bronze star |

| Huân chương Chiến dịch Hoa Kỳ | Huân chương Chiến dịch Châu Á-Thái Bình Dương với 2 Ngôi sao Chiến trận | Huân chương Chiến dịch Châu Á-Thái Bình Dương với 2 Ngôi sao Chiến trận | Huân chương Chiến thắng Thế Chiến II |